# 대한민국 형사소송법 제427조
대한민국 형사소송법 제427조는 재심청구의 시기에 대한 형사소송법의 조문이다.

## 조문
제427조(재심청구의 시기)재심의 청구는 형의 집행을 종료하거나 형의 집행을 받지 아니하게 된 때에도 할 수 있다.

第427條(再審請求의 時期)再審의 請求는 刑의 執行을 終了하거나 刑의 執行을 받지 아니하게 된 때에도 할 수 있다.

## 참고 문헌
- 손동권 신이철, 새로운 형사소송법(초판, 2013), 세창, 2013. ISBN 9788984114081